# Destini di donne
Destini di donne (Destinées) è un film italo-francese del 1954 diviso in tre episodi diretti da Marcello Pagliero (Elisabeth), Jean Delannoy (Jeanne) e Christian-Jaque (Lysistrata).
In una trilogia di storie, l'episodio Elizabeth parla di una vedova di guerra americana che si reca in Italia dove suo marito era nella seconda guerra mondiale. L'episodio Jeanne racconta la vita di Giovanna d'Arco. L'episodio Lysistrata parla delle mogli ateniesi, un adattamento dell'omonima commedia greca.